# Верхопення
Верхопення (рос. Верхопенье) — село в Івнянському районі Бєлгородської області Російської Федерації.
Населення становить 2410  осіб. Входить до складу муніципального утворення Верхопенське сільське поселення.

## Історія
Населений пункт розташований у східній частині української суцільної етнічної території — східній Слобожанщині.
Згідно із законом від 20 грудня 2004 року № 159 від 20 грудня 2004 року органом місцевого самоврядування було Верхопенське сільське поселення.

## Населення
| 2002 | 2010  |
| ---- | ----- |
| 2220 | ↗2410 |